# Ян Фетке
Ян Фетке (пол. Jan Fethke; 26 лютого 1903, Ополе, Сілезія — 16 грудня 1980, Берлін) — німецький і польський кінорежисер, сценарист, письменник, есперантист.

## Біографія
Народився в 1903 році у родині лікаря. У 1923—1924 році навчався в Технічному університеті в Гданську. У студентські роки зацікавився кінематографом та есперанто. Після здобуття вищої освіти працював у місцевій газеті. В 1922 році був редактором есперанто-журналу Triumfonta.
Кар'єру розпочав у Берліні — тогочасній столиці європейського кіно. Працював сценаристом. Після приходу Гітлера до влади Ян Фетке, зберігаючи за собою німецьке громадянство, виїхав до Польщі, де зняв кілька фільмів та написав низку сценаріїв.
Після початку Другої світової війни залишився у Варшаві, співпрацював з окупаційною владою. У 1944 році, під час зйомок документального фільму, заарештований нацистами й засуджений до 4 років каторжних робіт.
Після закінчення Другої світової війни набув польського громадянства, далі працював кіносценаристом і режисером. Протягом декількох років Ян Фетке писав художні твори під псевдонімом Жан Форж (Jean Forge).
На початку 1960-х років, перебуваючи у ФРН, відмовився повернутися до Польщі й залишився жити в Західному Берліні, де працював викладачем есперанто.

## Літературна творчість
Автор численних публікацій на есперанто, зокрема, словників, повістей і романів. У віці 18 років написав свою першу книгу — детектив німецькою мовою «Фарширований папуга». У 1923 році вийшли друком його романи, написані мовою есперанто, які він опублікував під псевдонімом Жан Форж (Jean Forge): «Abismoj» («Безодня», 1923), «Saltego jarmiloj» («Стрибок через тисячоліття», 1924) та інші.
Оповідання "6 листів" українською мовою переклав Віктор Паюк (журнал "Жінка", Київ, 2002:7).

## Вибрана фільмографія

### Сценарист
- 1960 — Мовчазна зірка / Milcząca gwiazda / Der Schweigende Stern
- 1958 — Зателефонуйте моїй дружині / Zadzwońcie do mojej żony / Co řekne žena?
- 1957 — Скарб капітана Мартенса / Skarb kapitana Martensa
- 1948 — Вулиця Гранична / Ulica Graniczna
- 1939 — Чорні діаманти / Czarne diamenty
- 1939 — Крізь сльози до щастя / Przez łzy do szczęścia
- 1939 — Золота маска / Złota maska
- 1939 — Про що не говорять / O czym się nie mówi …
- 1938 — Павел і Гавел / Paweł i Gaweł
- 1938 — Забута мелодія / Zapomniana melodia
- 1938 — Роберт і Бертран / Robert i Bertrand
- 1938 — Флоріан / Florian
- 1937 — Недотепа / Niedorajda
- 1937 — Троє гуляк / Trójka hultajska
- 1936 — Тато одружується / Papa się żeni
- 1936 — Прокажені / Trędowata
- 1936 — Болек і Льолек / Bolek i Lolek
- 1936 — 20 каратів щастя / 30 karatów szczęscia
- 1936 — Страшний двір / Straszny dwór
- 1935 — Дві Йоасі / Dwie Joasie
- 1935 — Die Katz 'im Sack
- 1929 — Mutter Krausens Fahrt ins Glück

### Режисер
- 1938 — Забута мелодія / Zapomniana melodia
- 1938 — Богородиця / Bogurodzica
- 1939 — Крізь сльози до щастя / Przez łzy do szczęścia
- 1939 — Золота маска / Złota maska
- 1951 — Екіпаж / Załoga
- 1953 — Справа, яку треба залагодити / Sprawa do załatwienia
- 1955 — Ірена, додому! / Irena do domu!